# Invenție diabolică

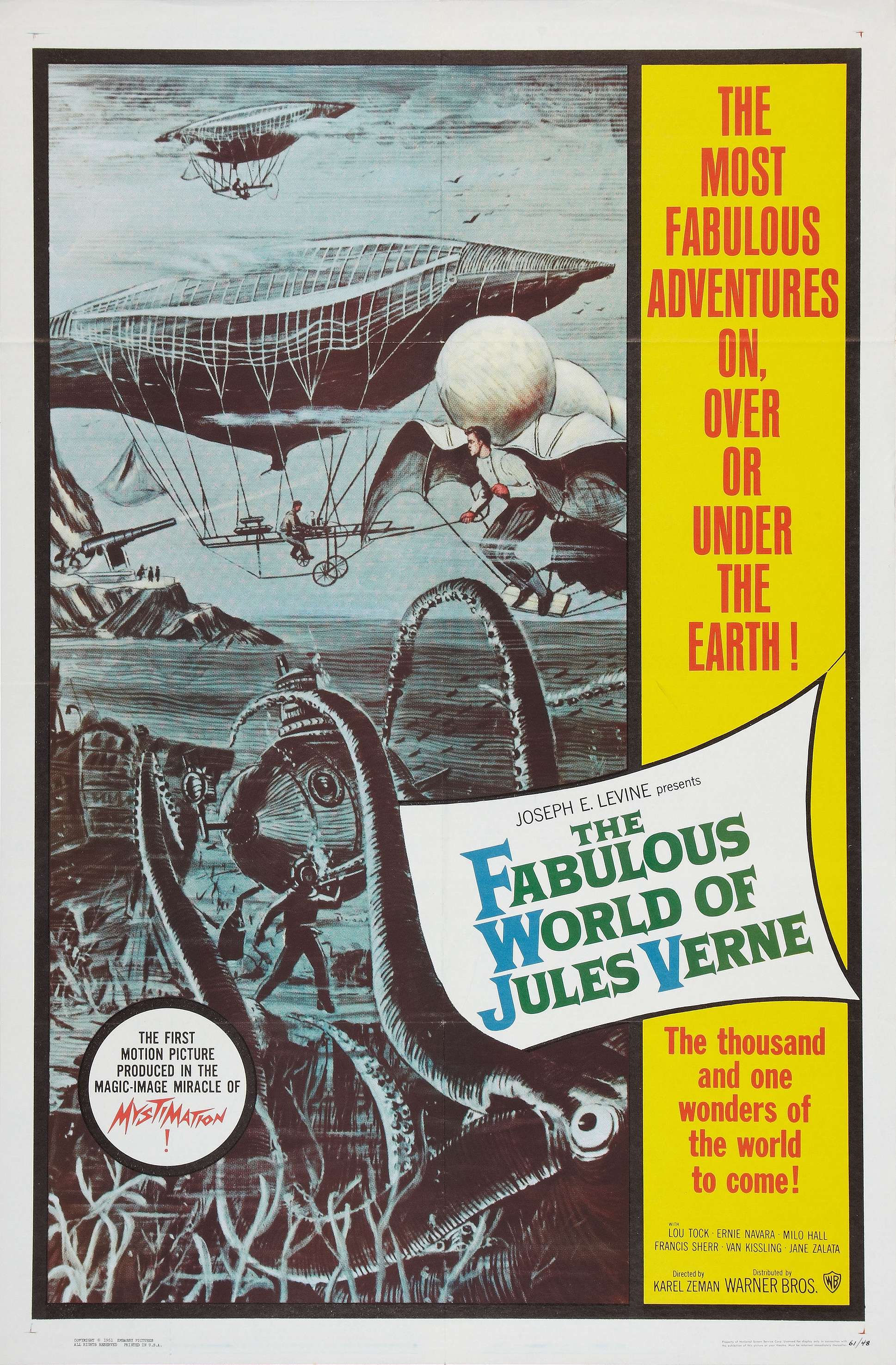
Un afiș englez al filmului

Invenție diabolică (titlul original în cehă Vynález zkázy) este un film SF ceh din 1958 regizat de Karel Zeman. În rolurile principale joacă actorii Lubor Tokos, Jana Zatloukalová. Este o ecranizare care folosește motive din mai multe romane ale scriitorului Jules Verne: În fața steagului, Insula misterioasă, Stăpânul lumii, 20.000 de leghe sub mări.
Filmul este considerat de către critici „o bornă istorică a resurselor cinematografice și a imaginației”, realizat fără efectele speciale și animația computerizată disponibile în secolul al XXI-lea. Zeman a folosit o mulțime dintre desenele litografiate care au însoțit textul original al lui Verne.
Este considerat cel mai de succes film ceh realizat vreodată.

## Rezumat
Pirații de pe insulă vor să obțină un elixir care va distruge întreaga lume. În acest scop, îl răpesc pe talentatul, dar naivul profesor Tom Rock, care a venit pe insulă s-o studieze, însoțit de asistentul său mai realist Simon Hart. 
Hart și Rock reușesc să scape din captivitatea piraților, descoperă elixirul și avertizează lumea în privința pericolului.

## Distribuție
- Lubor Tokoš este Simon Hart
- Arnošt Navrátil este Professor Roch
- Miloslav Holub este Count Artigas
- František Šlégr este Captain Spade
- Václav Kyzlink este Engineer Serke
- Jana Zatloukalová este Jana
- Otto Šimánek este Man in Train (nemenționat)
- Václav Trégl (nemenționat)
- František Černý (nemenționat)
- Hugh Downs este gazda (versiunea SUA)